# Cleomenes takiguchii
Cleomenes takiguchii är en skalbaggsart som beskrevs av Nobuo Ohbayashi 1936. Cleomenes takiguchii ingår i släktet Cleomenes och familjen långhorningar. Inga underarter finns listade i Catalogue of Life.